# Pieve di San Giovanni Battista a Monsagrati
La pieve di San Giovanni Battista a Monsagrati si trova nell'omonima frazione collinare di Pescaglia. Appartiene all'arcidiocesi di Lucca.

## Storia e descrizione
Dal semplice aspetto romanico, ha un'origine molto antica, quando nel 1102 fu costruita sul colle di "Cerreto" in sostituzione della pieve longobarda di Santa Reparata, appartenuta al prete Sicherardo che dà il nome alla località (essa era accanto a un monastero di San Martino e da Monasterium Sicherardi deriva, per deformazione popolare, "Monsagrati"). Dal 989 comunque è testimoniata la dedica a san Giovanni, accanto a quella a santa Reparata.
La facciata e l'abside della pieve sono in stile romanico. Fu restaurata nel 1496 da Benedetto de' Nobili.